# Gardebataillon

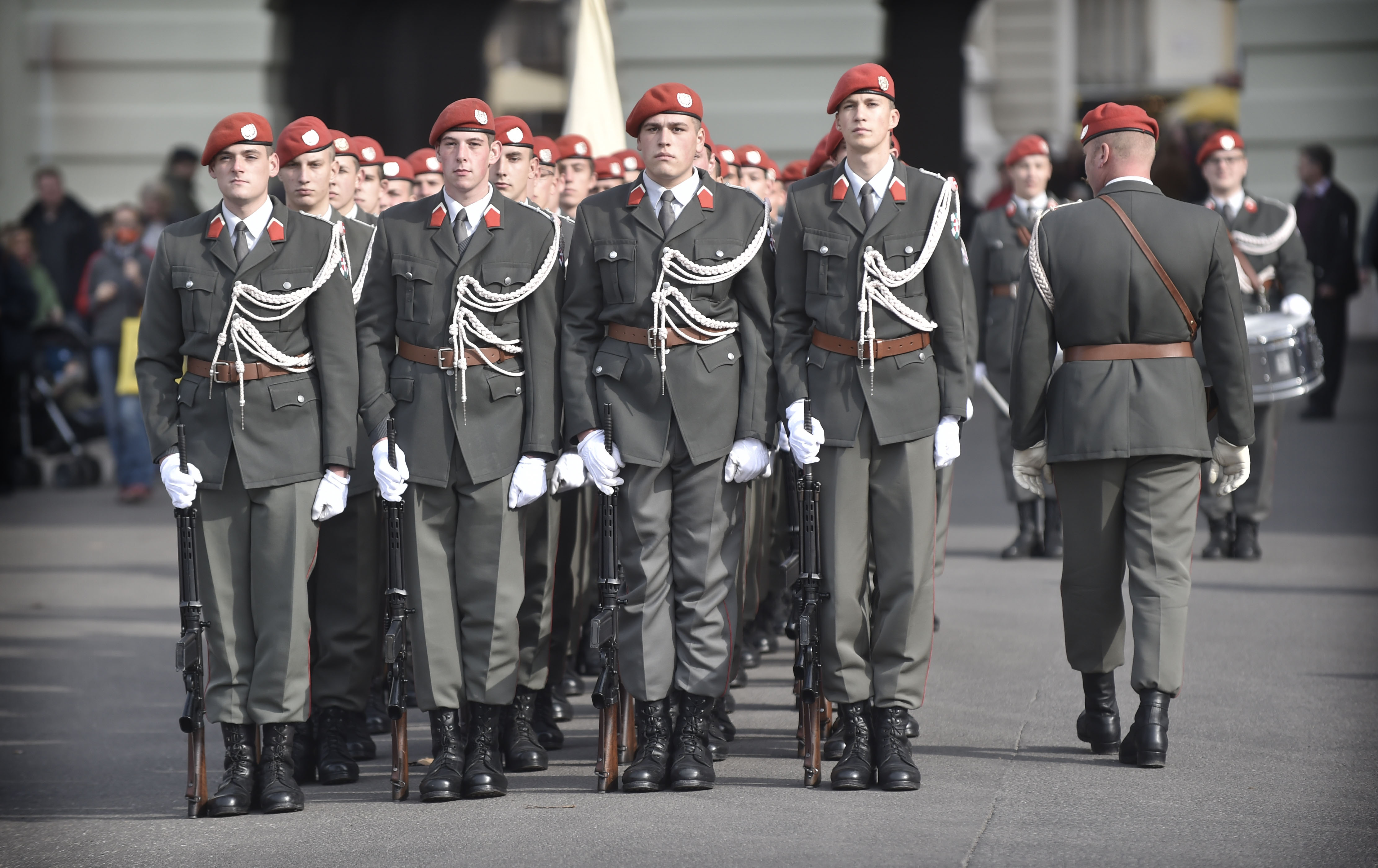
Gardesoldaten

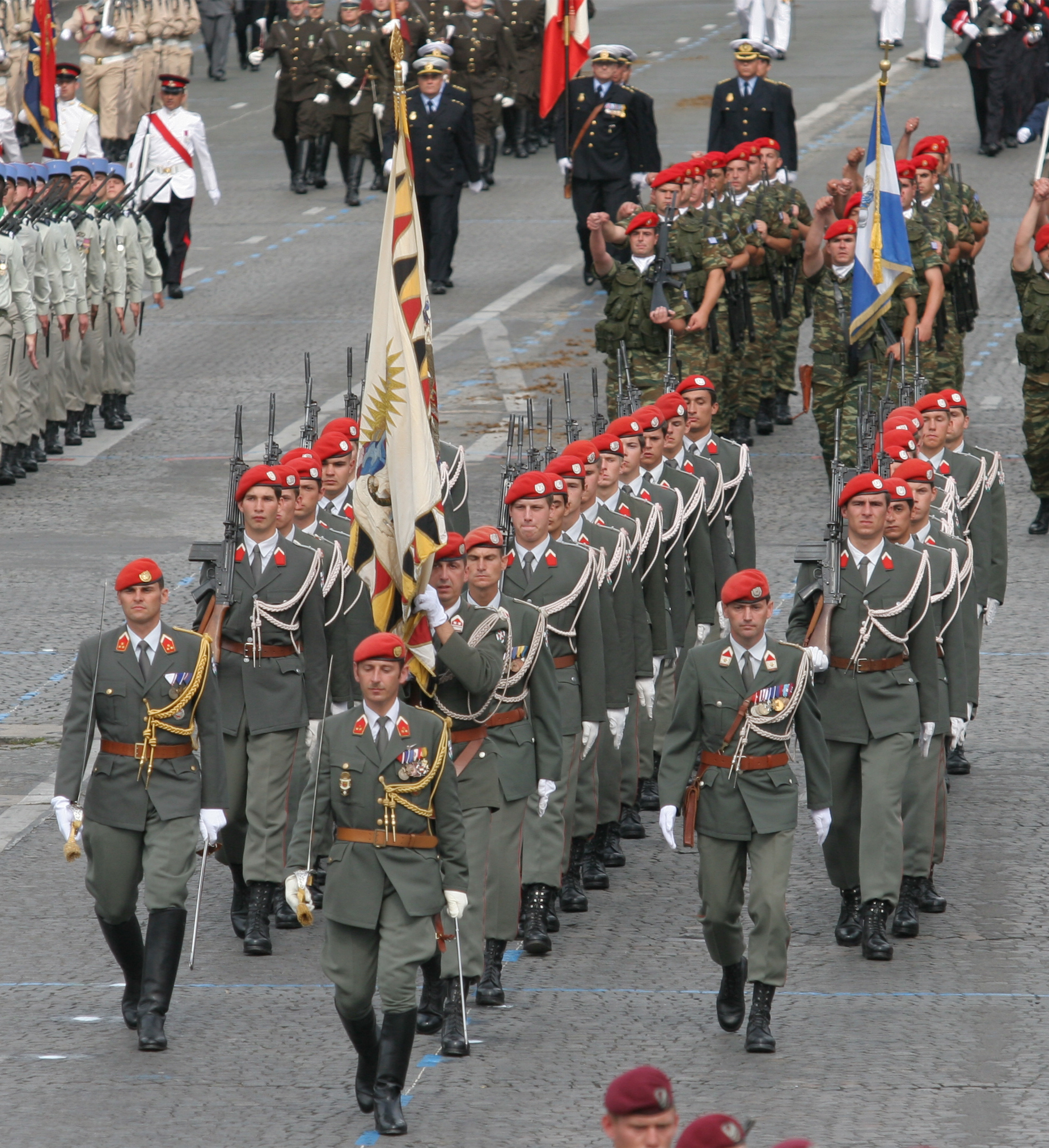
Gardebataillon bei einer Parade in Paris (2007)

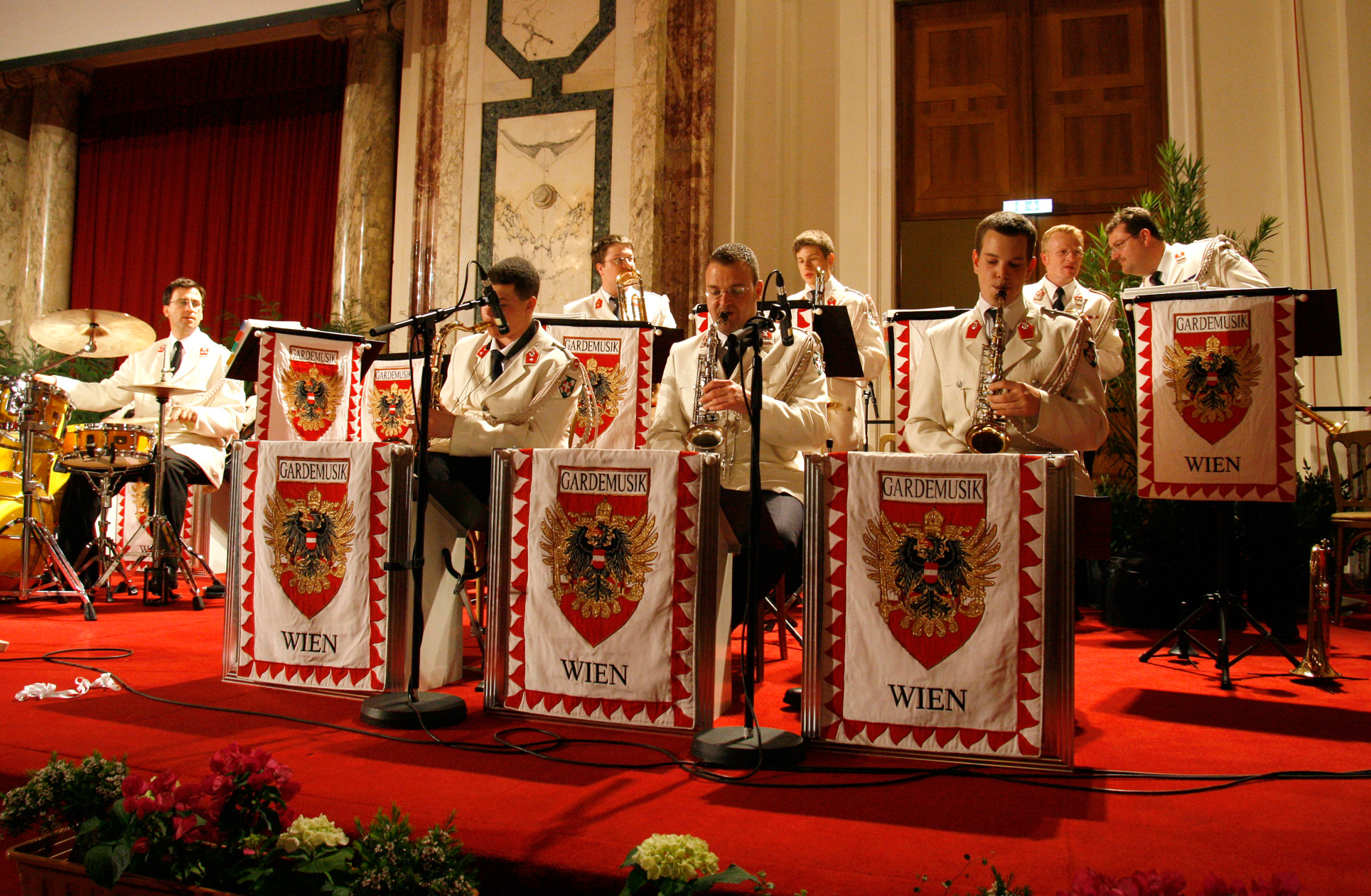
Gardemusik

Das Gardebataillon ist ein eigener Truppenkörper im österreichischen Bundesheer, der ausschließlich in der Maria-Theresien-Kaserne in Wien stationiert ist und sowohl als Garde für Repräsentationsaufgaben als auch als infanteristische Kampftruppe Verwendung findet. Derzeitiger Kommandant des Gardebataillons ist Oberst Georg Frischeis (Stand: 11. September 2024). Im Zuge der Bundesheerreform 2016 wurde das Gardebataillon dem Militärkommando Wien als Teil der Territorialkräfte zugeordnet.

## Geschichte
Das Gardebataillon wurde 1935 aufgestellt. Vom Wiener Kunsthistorischen Museum erhielt es die Fahne der k.u.k. Trabantenleibgarde mit Maria als „Madonna Immaculata“ auf der Rückseite und dem dreifach gekrönten Doppeladler auf der Vorderseite. Die Neuerrichtung in der Zweiten Republik erfolgte 1957.

Vorderseite
Rückseite

## Kommandanten
Folgende Offiziere waren unter anderem Kommandant der Garde (Dienstgrad bei Übernahme des Kommandos):
- Oberstleutnant Heinrich Philipp –1974[2]
- Major Erwin Klugmayer 1974–1981[2]
- Oberst Udo Liwa 1981[3]–2003[2]
- Oberst Josef Weber 2003–2006[2]
- Major Stefan Kirchebner 2006–2022[2]
- Oberst dG Markus Reisner 2022–2024
- Oberst dG Robert Beneder, 2024
- Oberst Georg Frischeis, seit 2024[4]

## Aufgaben
Die Garde setzt sich aus vier Gardekompanien, einer Stabskompanie, einer Kaderpräsenzeinheit und der Gardemusik zusammen. Auch die Jägerbataillone Wien 1 und Wien 2 sowie die Jägerkompanie W13 „Hietzing“ sind der Garde unterstellt.

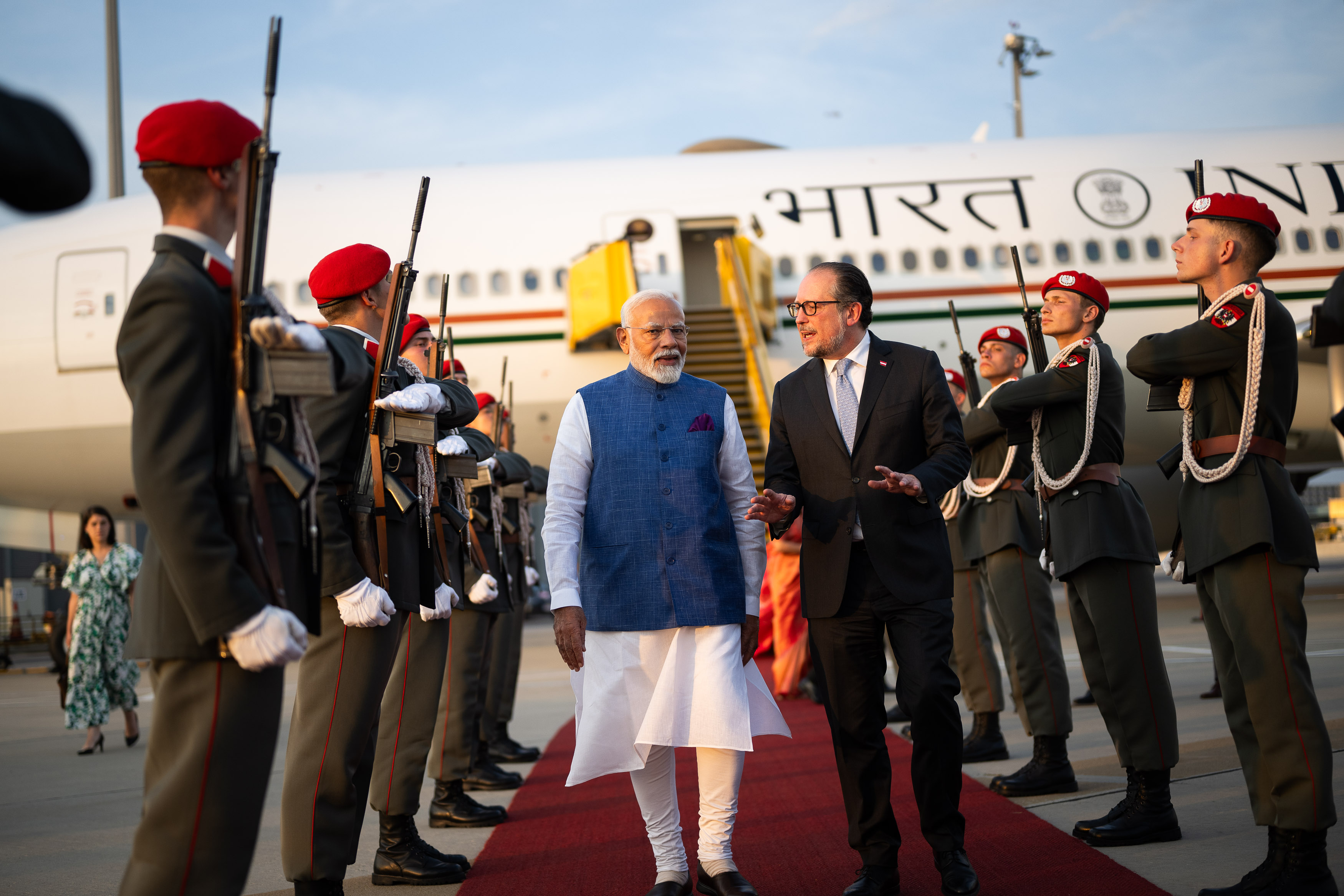
Der indische Premierminister Narendra Modi mit Außenminister Alexander Schallenberg und einer Ehrenformation des Gardebataillons am Flughafen Schwechat am 9. Juli 2024

Von den Gardekompanien sind maximal zwei gleichzeitig als Ehrenkompanien aktiv und übernehmen die militärischen Repräsentationsaufgaben für den Bundespräsidenten beziehungsweise die Bundesregierung (Akkreditierungen, Kondukte bei Ehrenbegräbnissen und Empfängen mit militärischen Ehren).

## Uniform und Ausrüstung

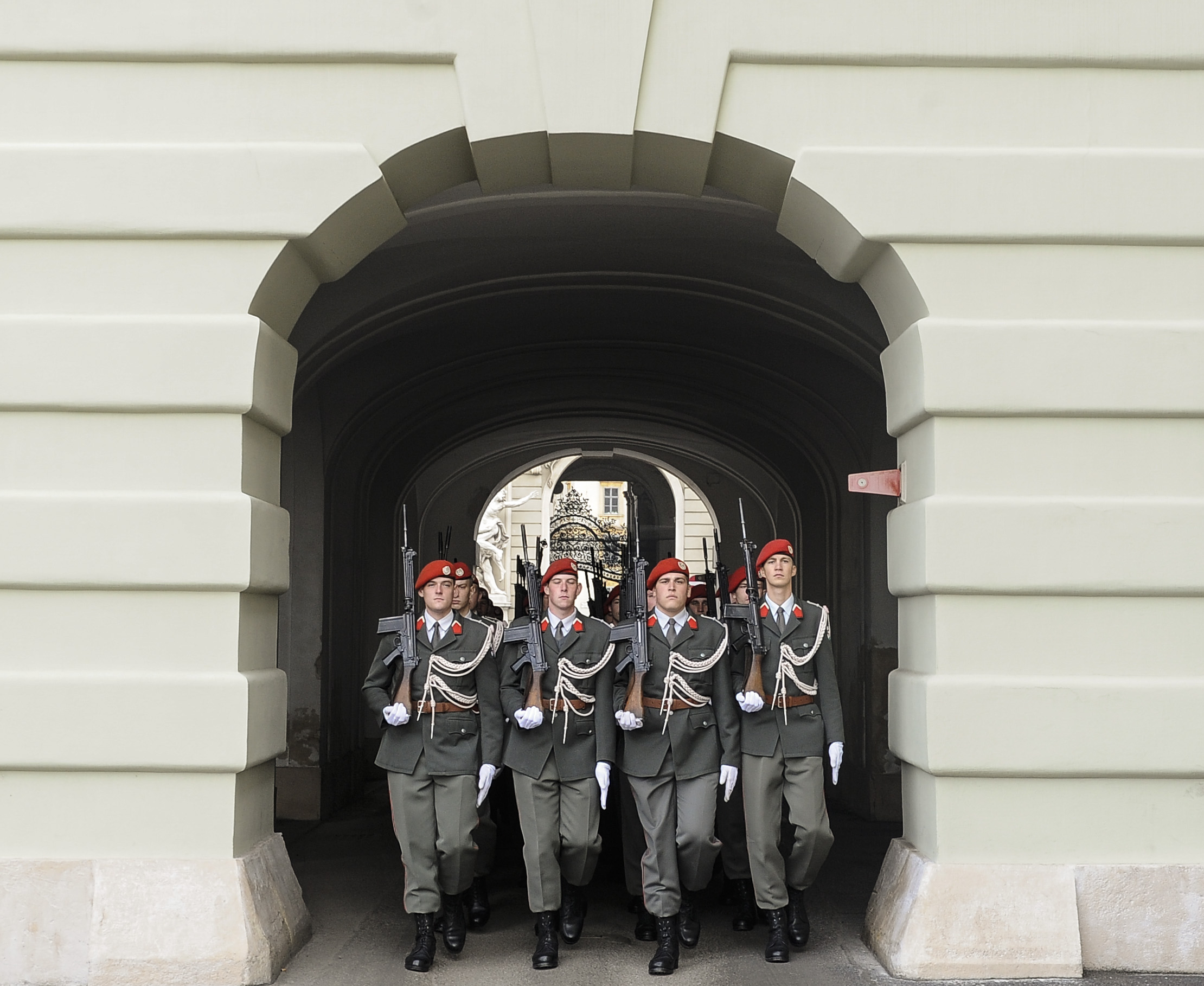
Gardesoldaten

Soldaten der Garde unterscheiden sich durch das scharlachrote Barett, den roten Kragenspiegel mit weißem Vorstoß, das Tragen einer Fangschnur sowie das Exerzieren mit dem StG 58 von den übrigen Einheiten des Bundesheeres. Außerhalb des Protokolldienstes wird aber das Standardgewehr StG 77 verwendet. Unteroffiziere tragen im Repräsentationseinsatz eine geladene Pistole P80 und die Offiziere Offizierstiefel und einen Säbel.

## Sonstiges
Die Grundausbildung findet in Horn, Allentsteig und gelegentlich auch in Bruckneudorf statt; nach der Grundausbildung wird in die Maria-Theresien-Kaserne nach Wien zurückverlegt. Zur Ausbildung gehören neben einer umfassenden infanteristischen Ausbildung, deren Schwerpunkte unter anderem im Häuserkampf, in der Alpinausbildung und der Aufklärung liegen, auch das intensive Einüben von Gewehrgriffen und des Paradeexerzierens.
Nach einigen Quellen sollen 2008 über 40 Prozent des Gardebataillons Muslime gewesen sein. In der Wiener Maria-Theresien-Kaserne gibt es für sie seit 2004 einen eigenen Gebetsraum.
Die Rekruten einiger Einrückungstermine erlernen neben den Standard-Exerziergriffen und dem Paradeschritt auch zusätzliche, besonders effektvolle Griffe, um an Showvorführungen teilzunehmen.
Bei ausgewählten Einrückungsterminen findet die Auswahltestung für den Aufklärungszug der Stabskompanie statt. Da im Bereich der Aufklärung eine hohe körperliche Belastung abverlangt wird, wird auf die physische Belastbarkeit der Soldaten ein hohes Augenmerk gelegt.
Das Gardemaß der Soldaten ist auf 1,76 Meter festgelegt.
Unter der Regie von David Wagner entstand 2021 der Spielfilm Eismayer über den Ausbildner Vizeleutnant Charles Eismayer vom Gardebataillon mit Gerhard Liebmann in der Titelrolle.

Empfang durch die Garde (1980)
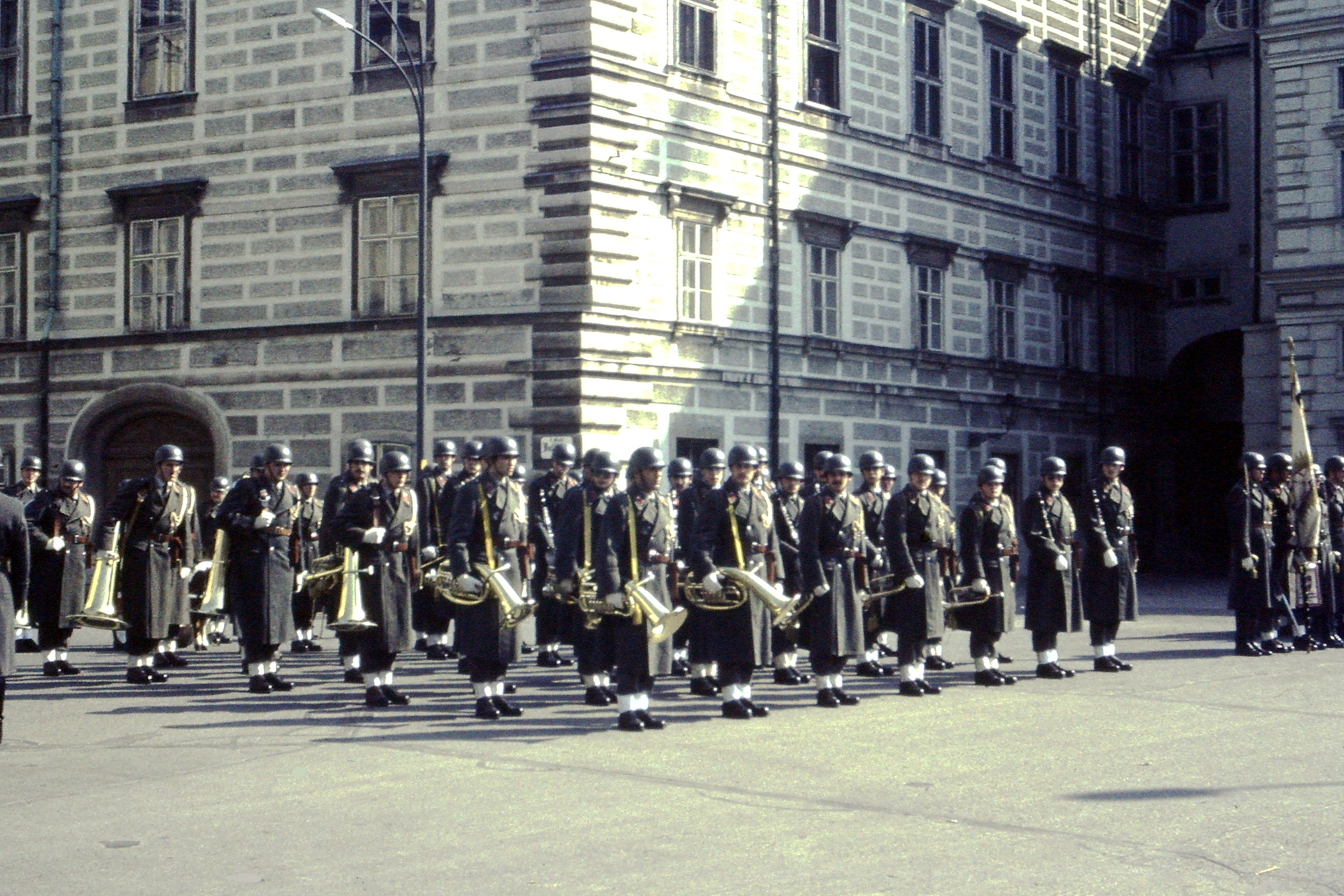
Gardemusik in Habtachtstellung
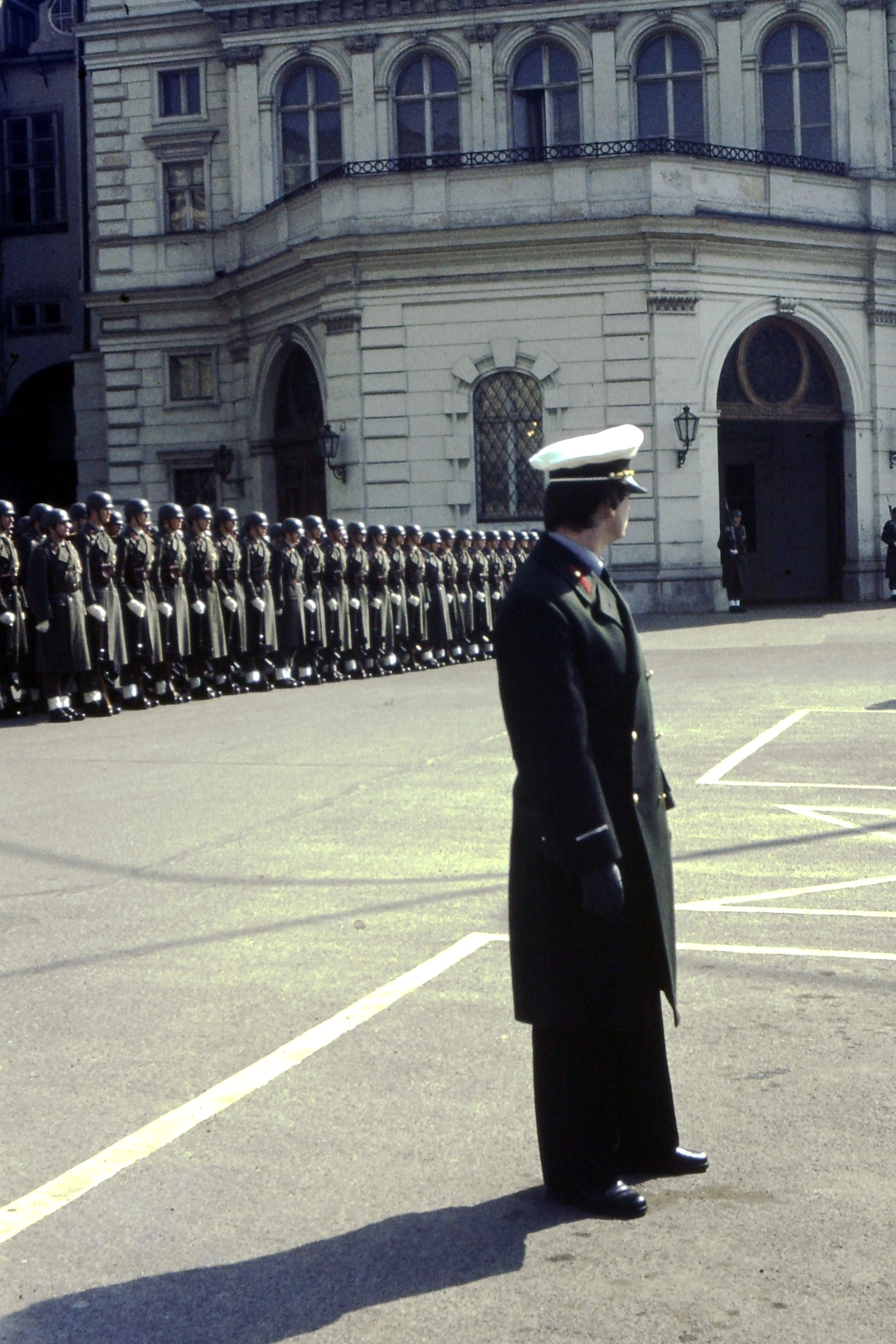
Garde in Habtachtstellung vor der Präsidentschaftskanzlei
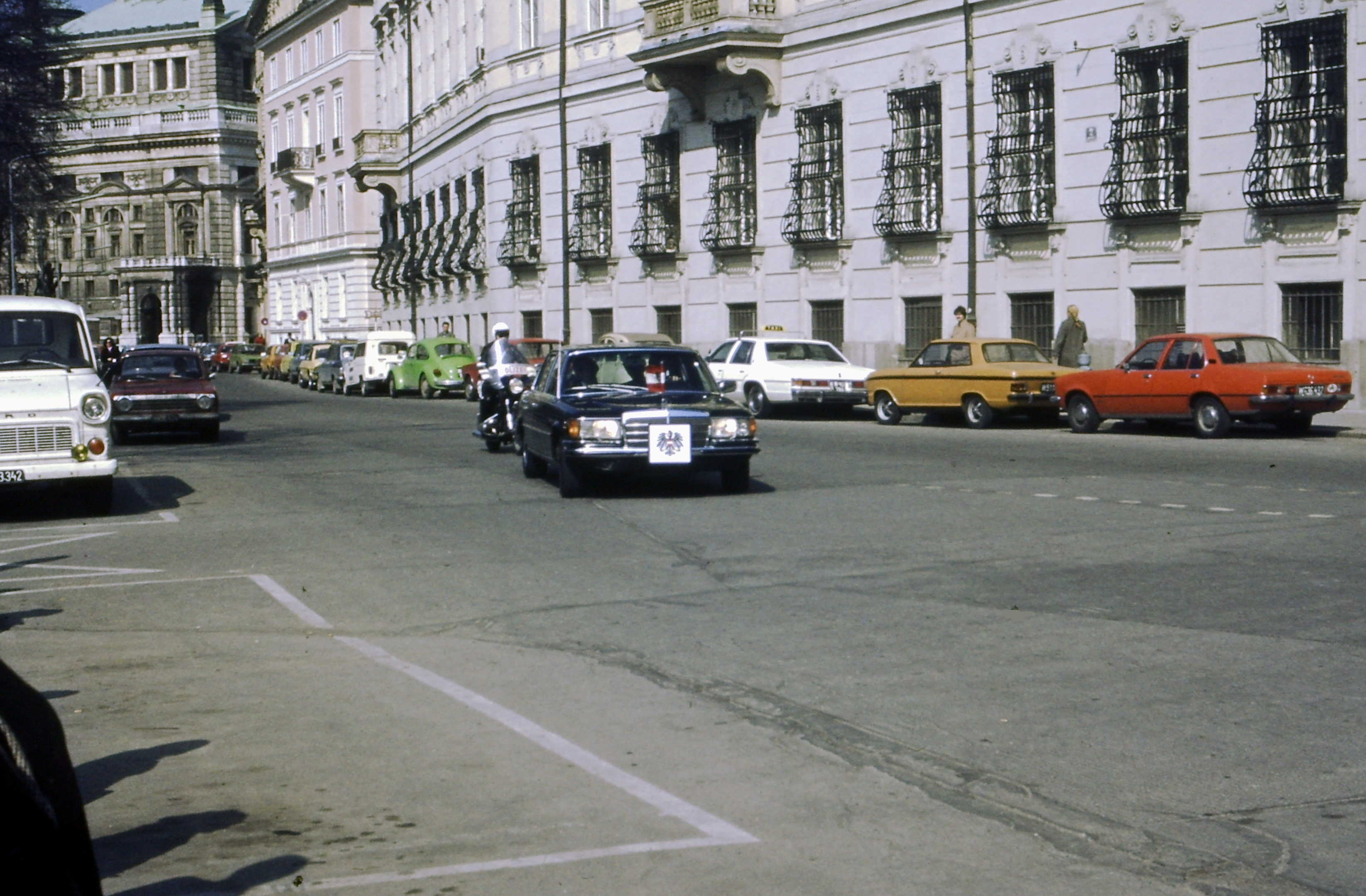
Der Dienstwagen mit Regierungsvertretern und Diplomaten fährt vor.
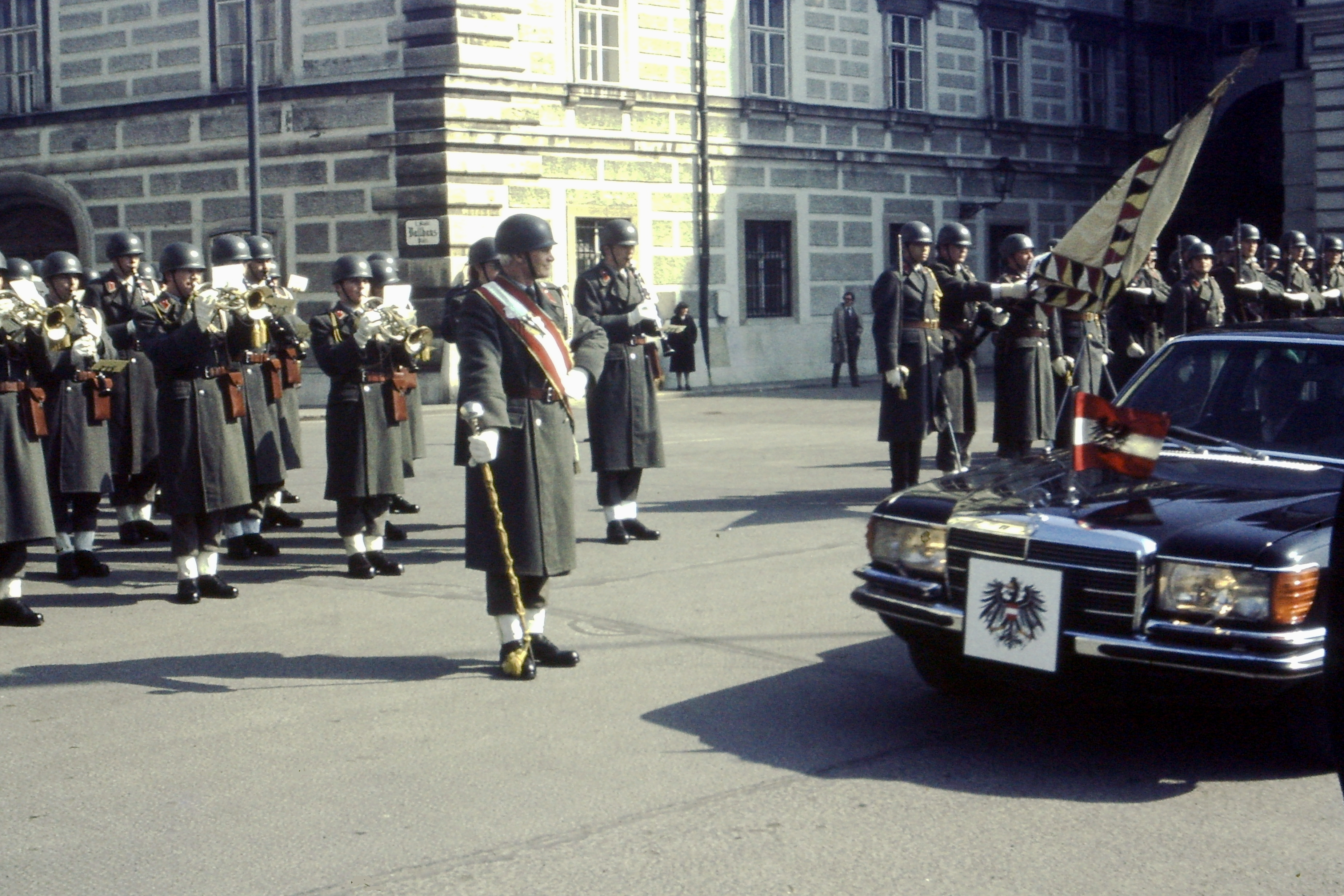
Gardemusik mit Insignientrupp
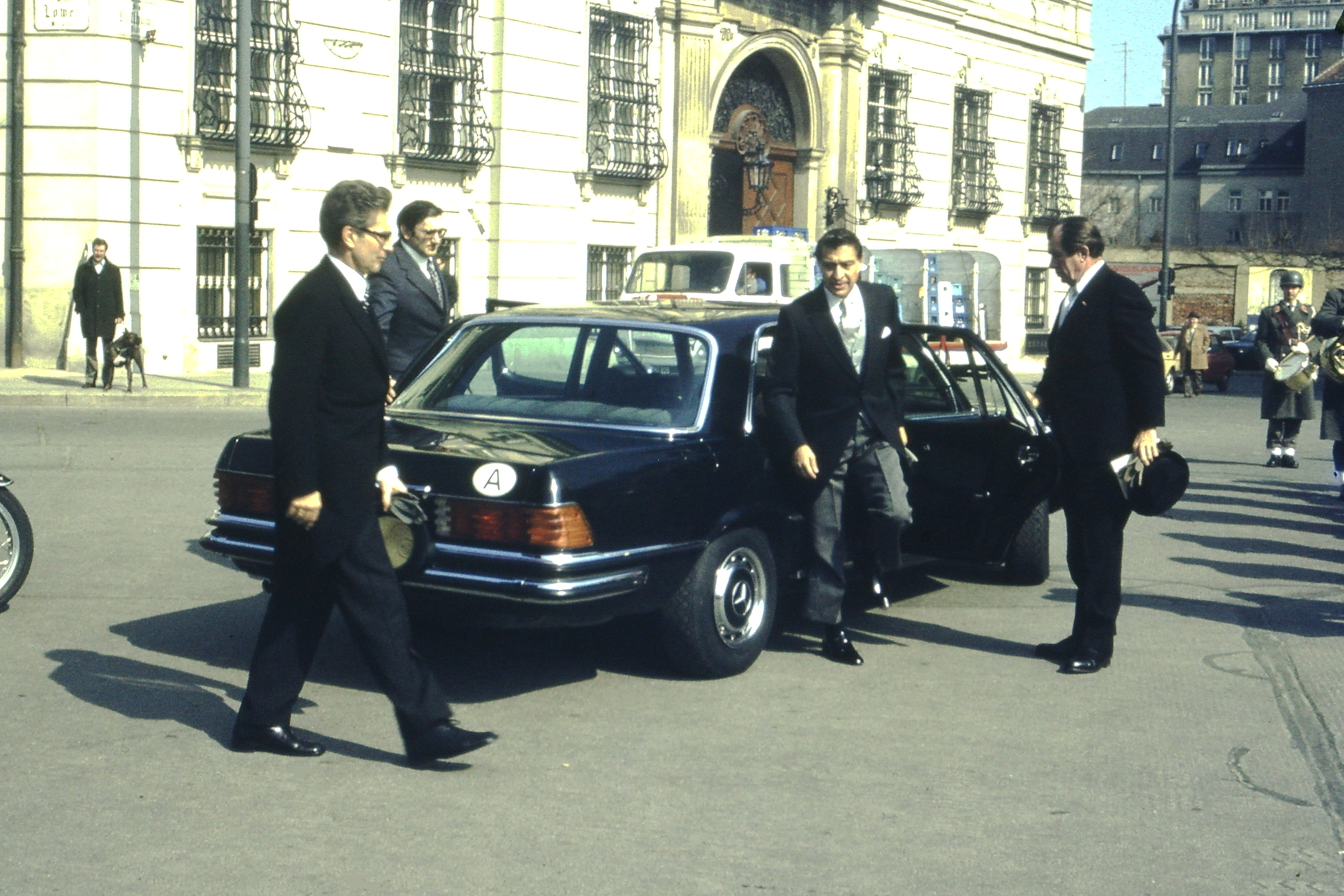
Der Botschafter und Regierungsvertreter verlassen den Dienstwagen.
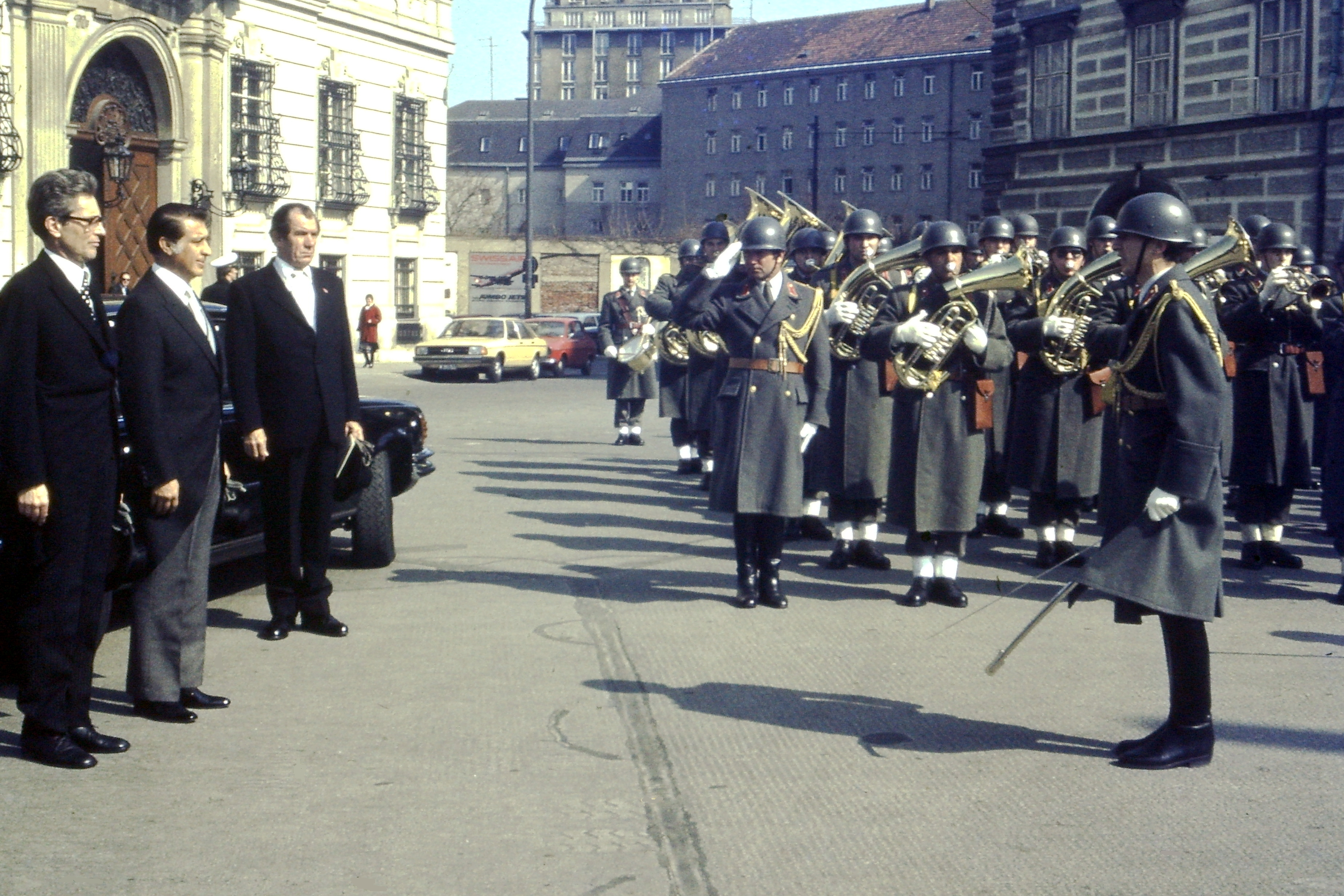
Meldung des Kommandanten der Ehrenkompanie vor dem Bundeskanzleramt
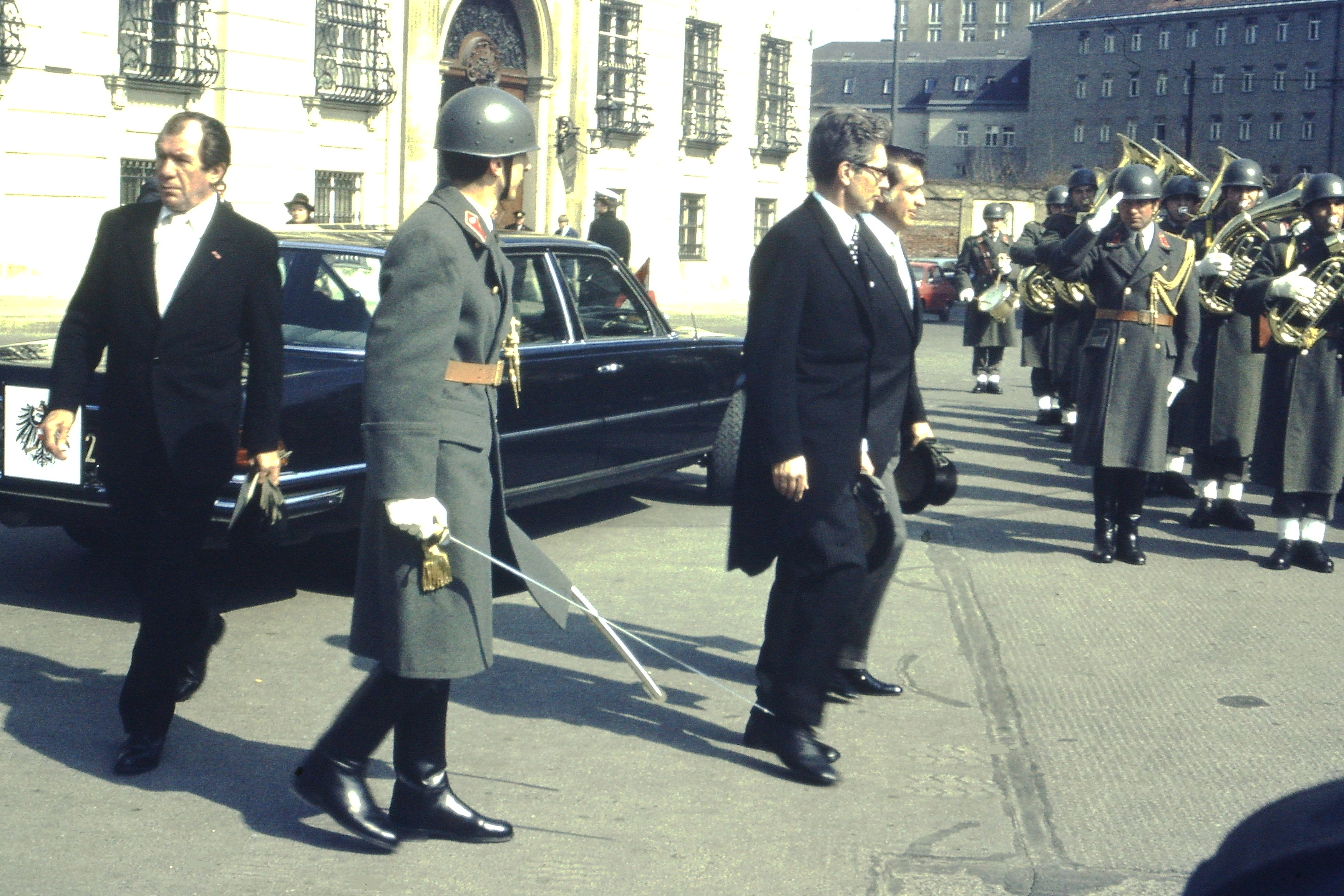
Abschreiten der Ehrenkompanie
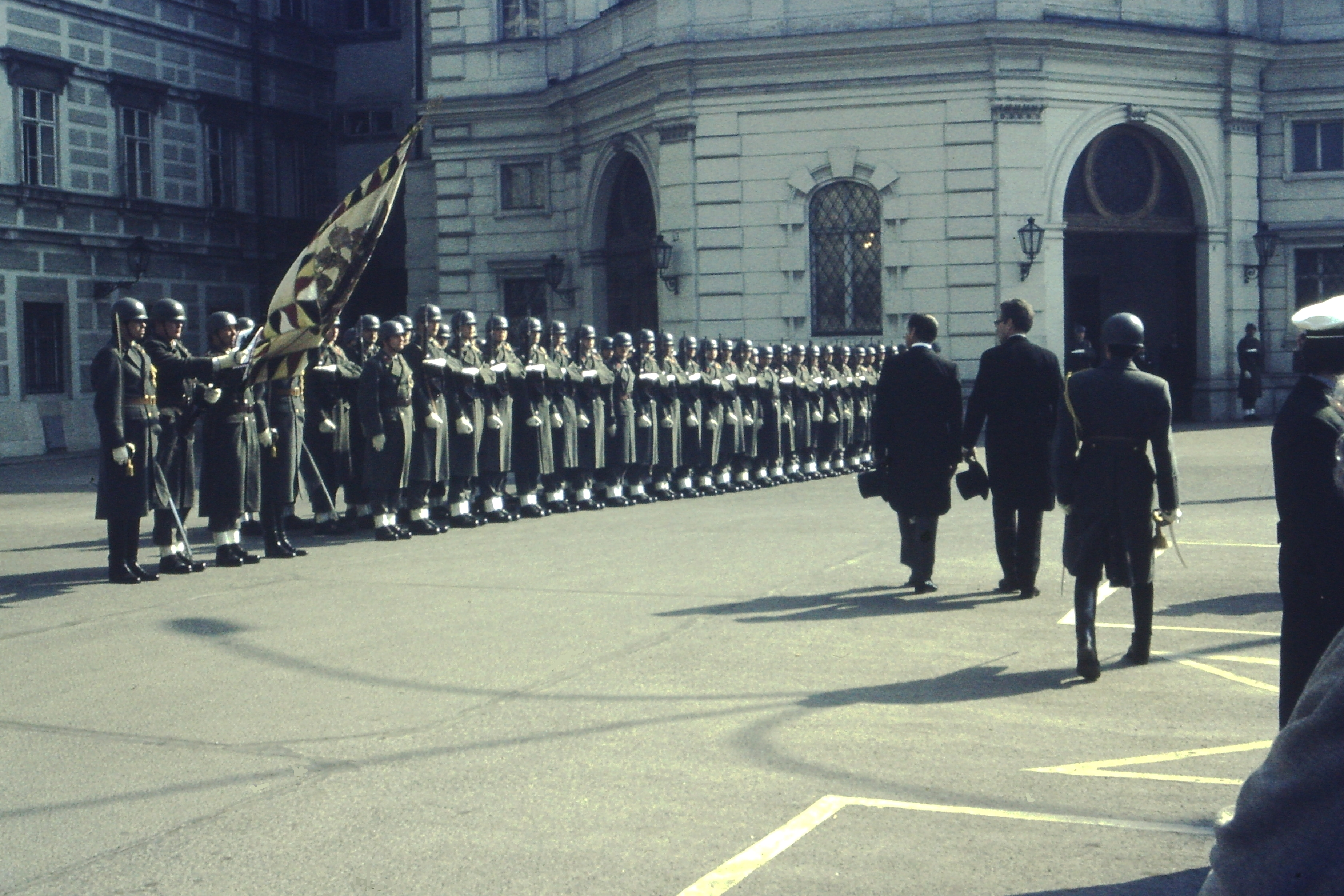
Die Ehrenkompanie unter präsentiertem Gewehr, im Hintergrund die Präsidentschaftskanzlei
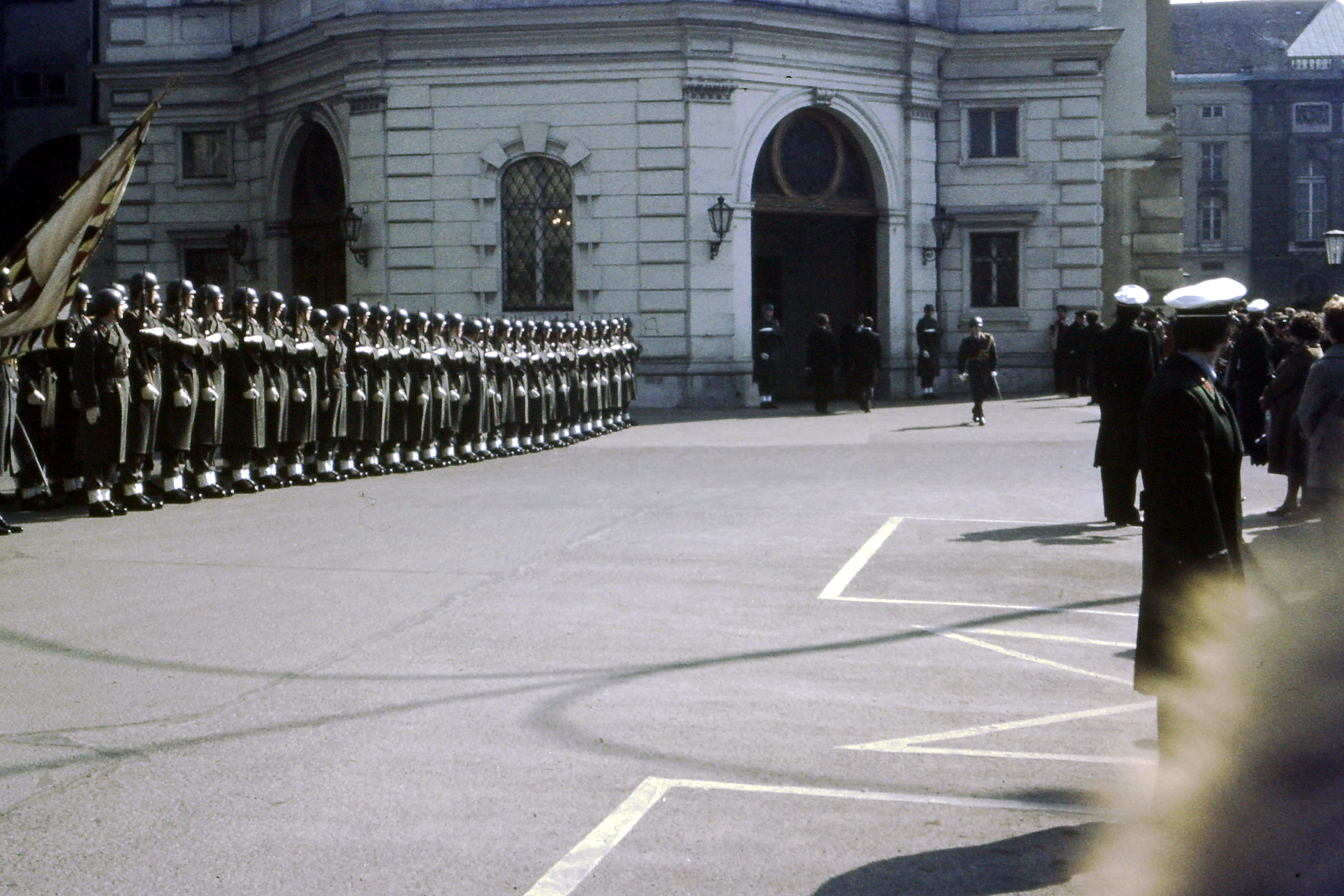
Botschafter und Begleiter betreten die Präsidentschaftskanzlei.
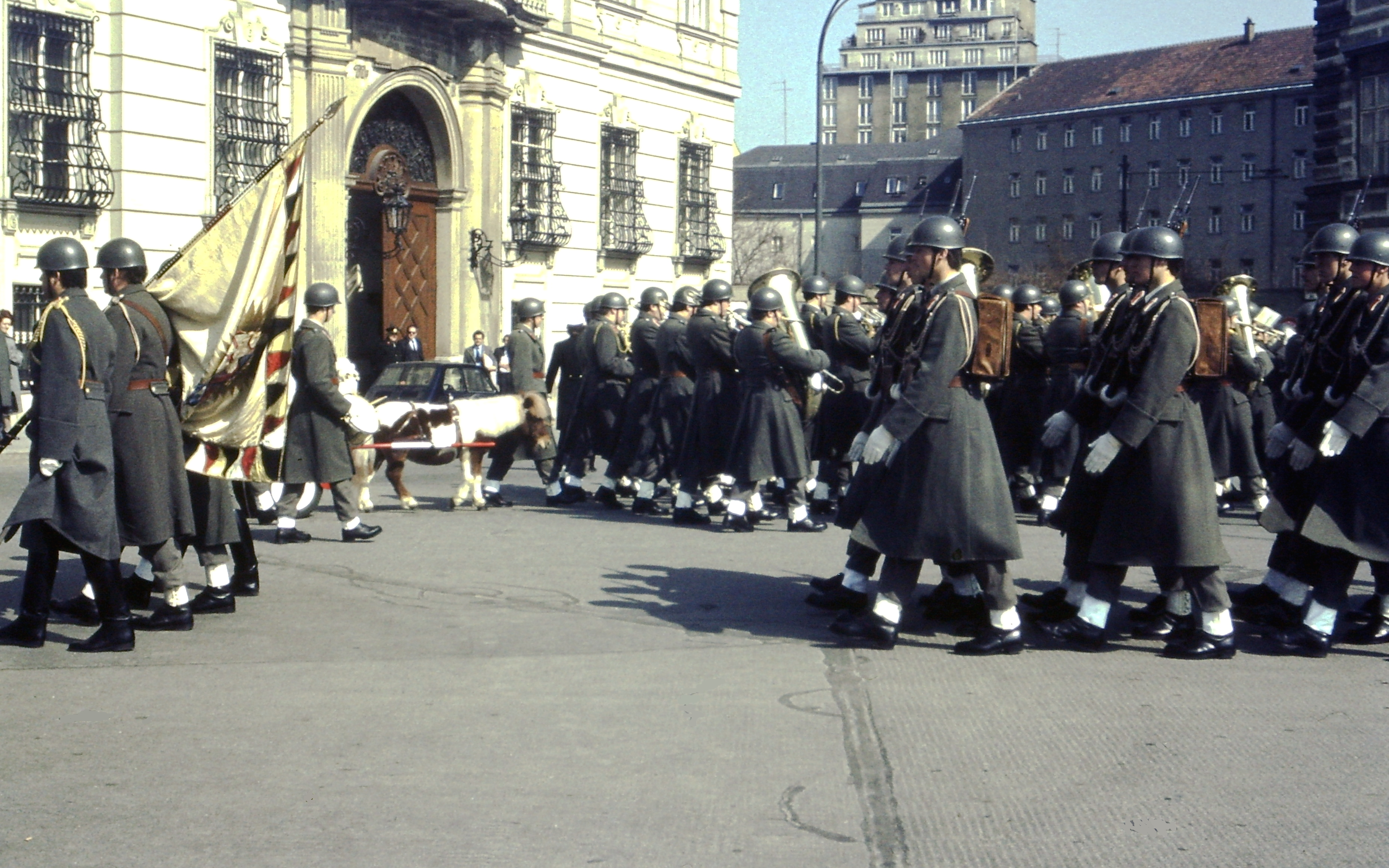
Abmarsch der Ehrenkompanie und der Gardemusik, im Hintergrund das Bundeskanzleramt